# 北海道道571号五稜郭公園線
北海道道571号五稜郭公園線（ほっかいどうどう571ごう ごりょうかくこうえんせん）は、北海道函館市内を結ぶ一般道道（北海道道）である。

## 概要

### 路線データ
- 起点：北海道函館市五稜郭町（五稜郭公園）
- 終点：北海道函館市万代町（国道5号・国道227号交点）
- 総延長：2.390 km
- 実延長：2.333 km
- 重用延長：0.057 km

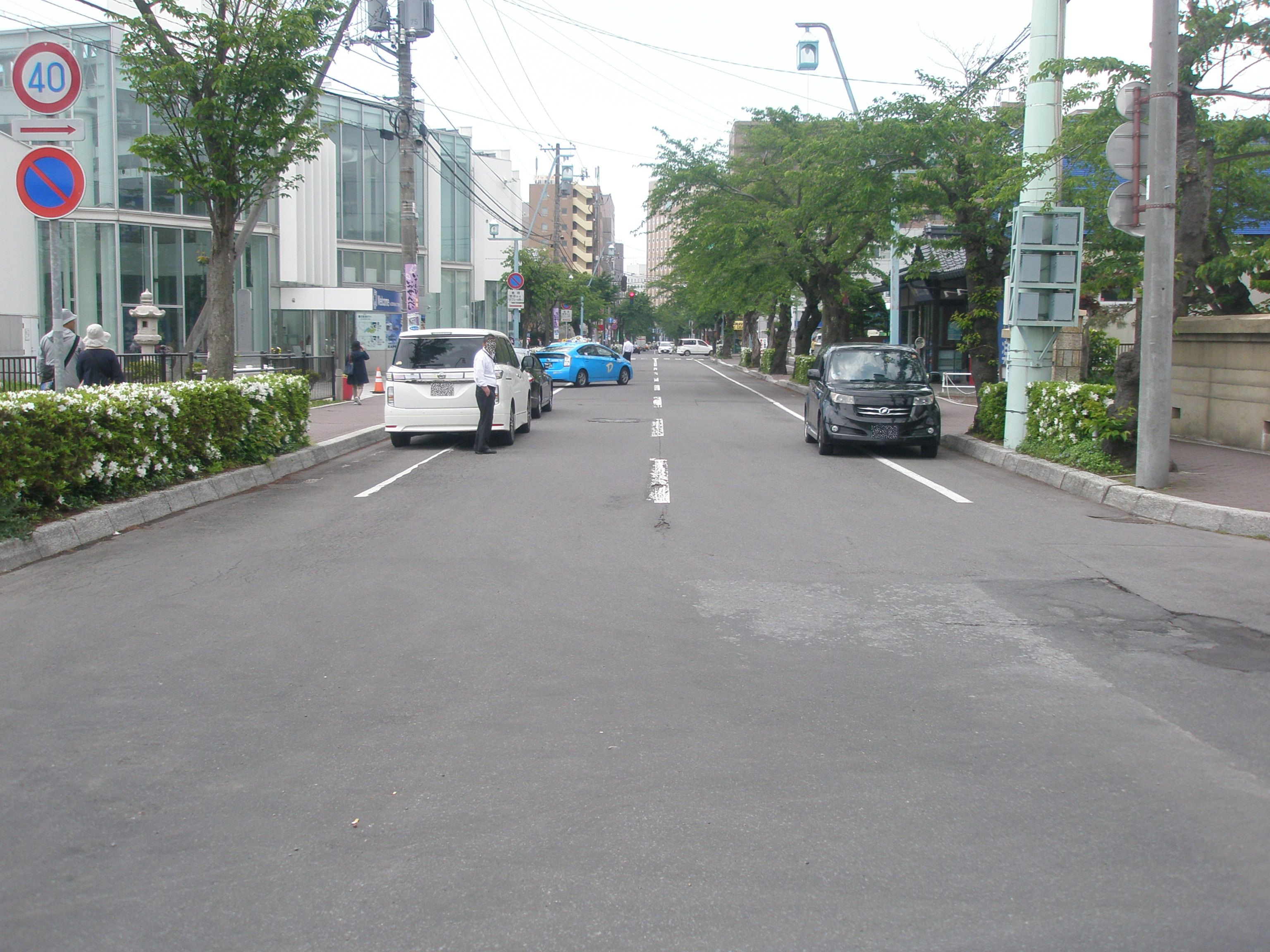
起点
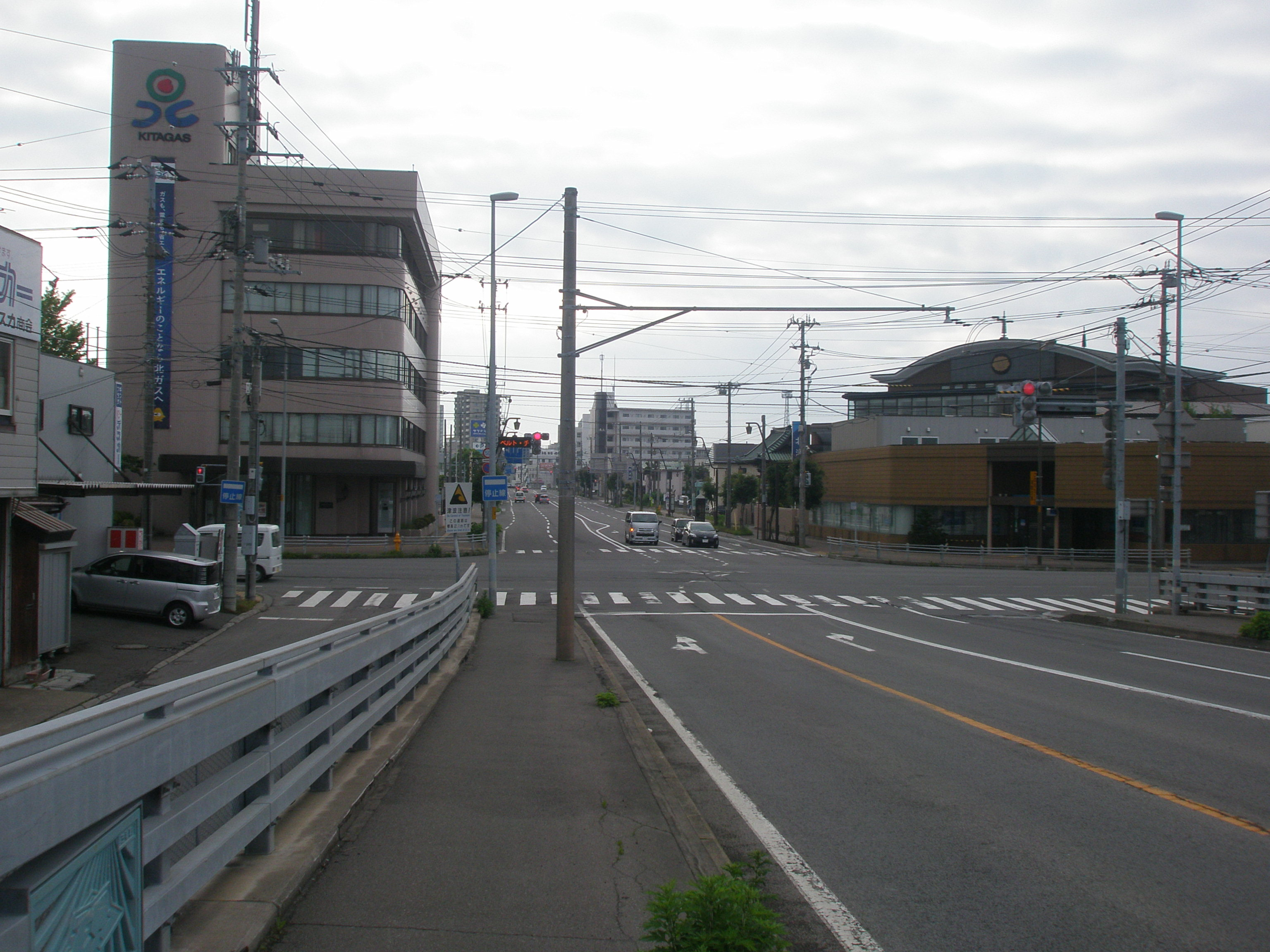
終点（国道227号・万代跨線橋から）

## 歴史
- 1967年（昭和42年）3月31日：路線認定[1]。

## 路線状況
起点の五稜郭公園付近は市道五稜郭17号線と交差しているが、市道が本線起点に向かっての一方通行路となっているために、実質起点箇所での行き止まりとなっている。そのため、土曜日・日曜日・祝日等の繁忙時期において、起点 - 五稜郭タワー前（市道・ときわ通交点）の間は交通誘導員による交通整理が行われ、タクシー・ハイヤー・専用駐車場に出入りする観光バス・沿線の商店等関係車両・近隣居住者の車両以外の車両の通行が自粛されている。

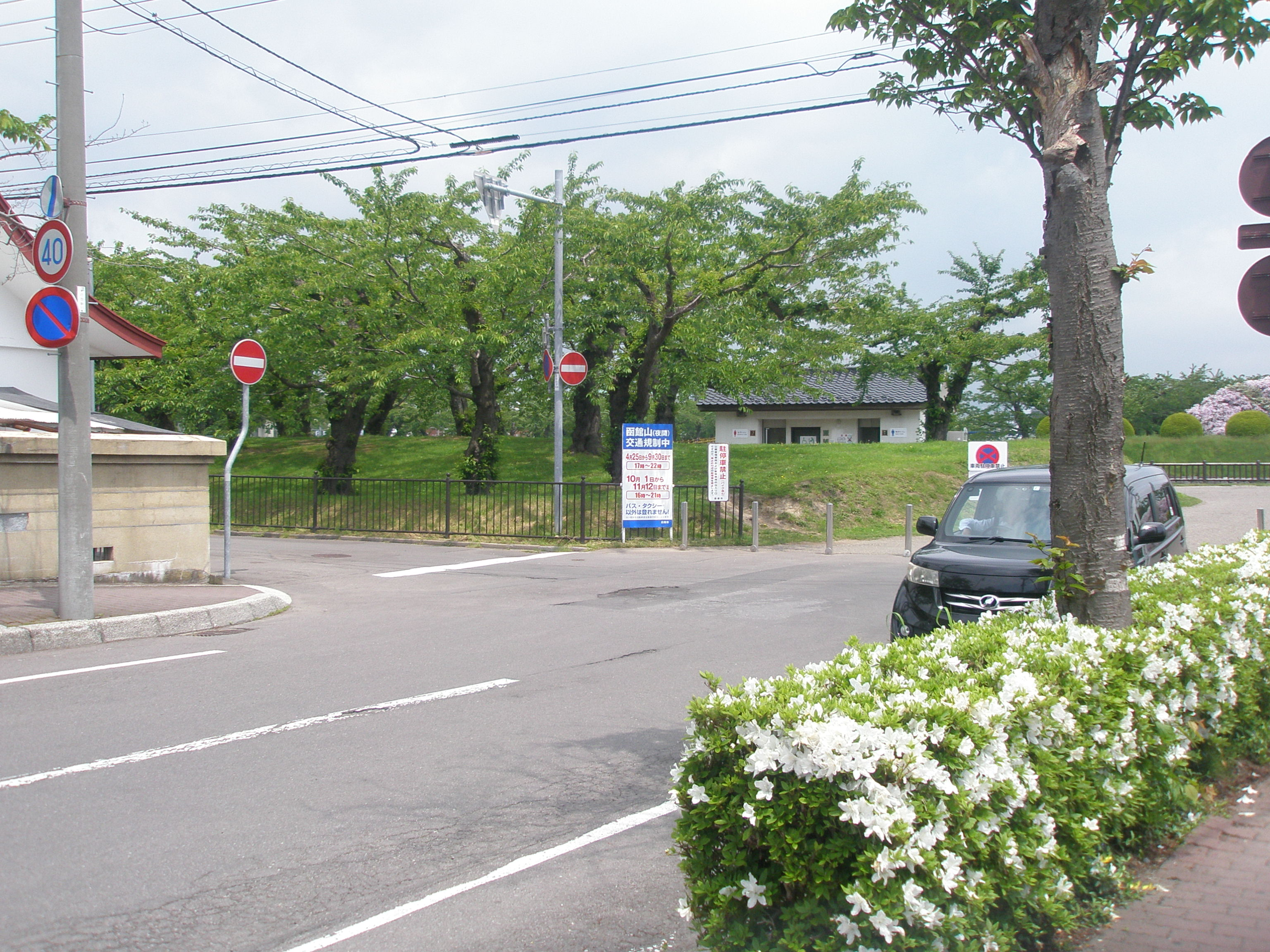
起点（五稜郭タワー側から）交差する市道は一方通行出口となっている

## 地理

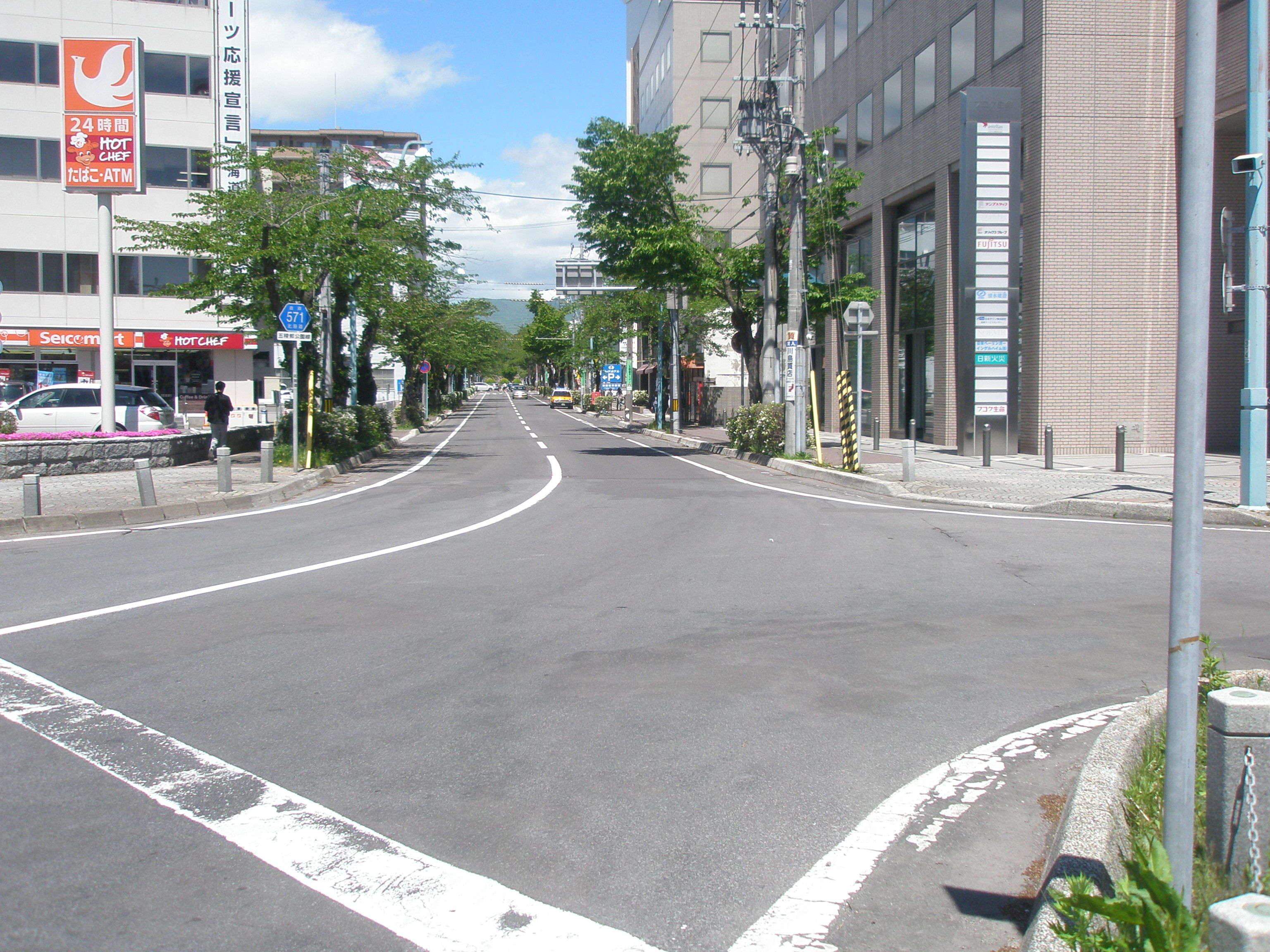
函館市五稜郭町32-4先交差点（市道放射2-2号線交点）から起点（五稜郭公園）方向

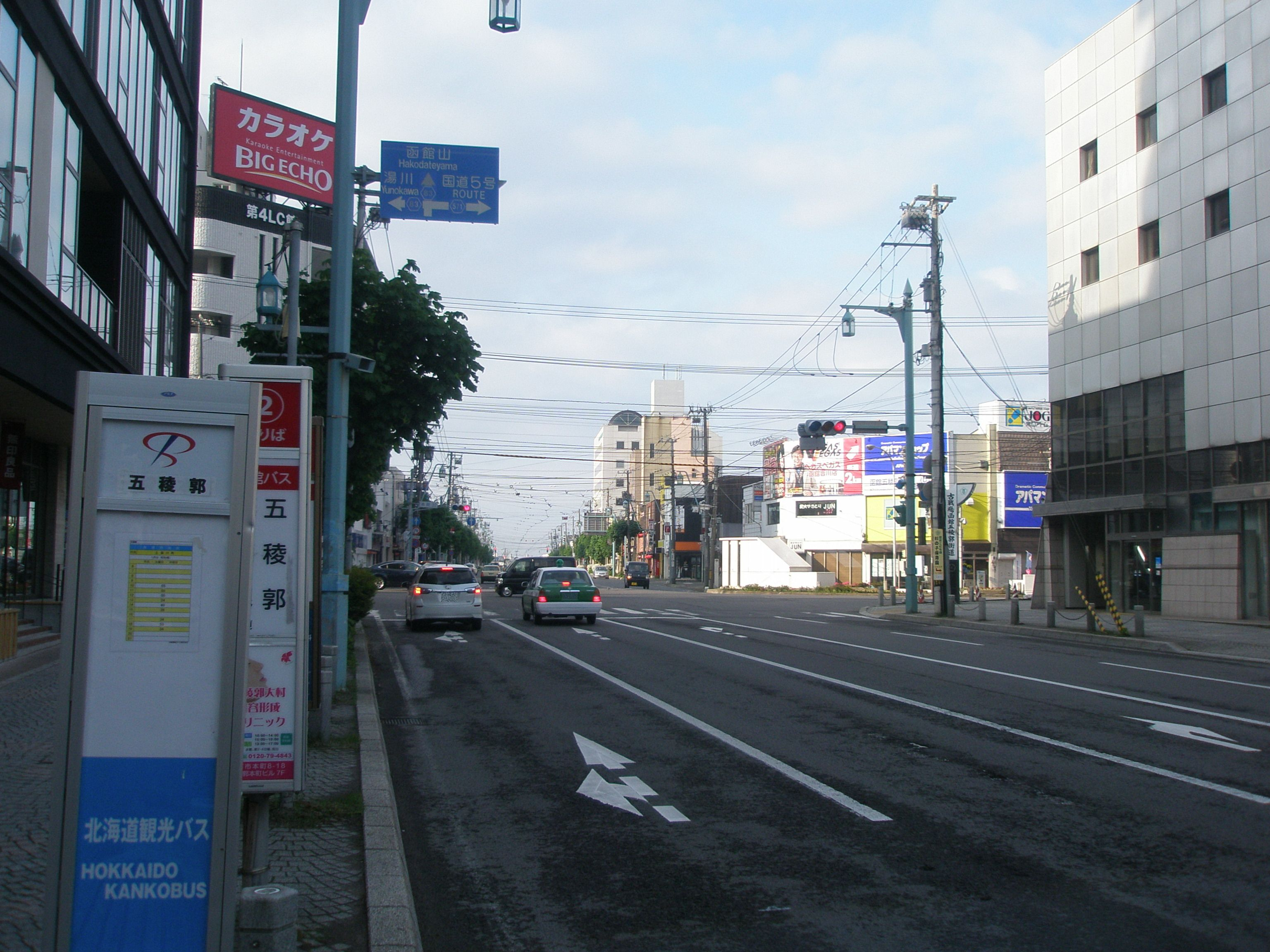
函館市本町交差点（北海道道83号函館南茅部線交点、起点側から）

### 通過する自治体
- 渡島総合振興局
  - 函館市

### 交差する道路
函館市
- 北海道道83号函館南茅部線 - 本町
- 国道5号 - 万代町（終点）
- 国道227号 - 万代町（終点）

### 沿線にある施設など
函館市
- 五稜郭公園 - 五稜郭町
- 五稜郭タワー - 五稜郭町43-9
- 北海道新聞社函館支社 - 五稜郭町31-3
- セイコーマート函館五稜郭店 - 五稜郭町31-3
- 北陸銀行五稜郭支店 - 本町12-1
- セブン-イレブン函館本町店 - 本町23-4
- 北洋銀行五稜郭公園支店 - 本町7-16
- 北海道銀行函館支店 - 本町7-18
- 青森みちのく銀行梁川町支店 - 梁川町5-8
- セブン-イレブン函館宮前町店 - 宮前町2-14
- セイコーマート函館宮前店 - 宮前町25-1
- 道南うみ街信用金庫ばんだい支店 - 宮前町14-15
- 北海道ガス函館支店 - 万代町8-1

## その他
本町交差点から終点の間は、1993年（平成5年）3月まで函館市交通局宮前線の併用軌道が通っていた。